# Краб-Орчерд (Кентуккі)
Краб-Орчерд (англ. Crab Orchard) — місто (англ. city) в США, в окрузі Лінкольн штату Кентуккі. Населення — 744 особи (2020).

## Географія
Краб-Орчерд розташований за координатами 37°27′44″ пн. ш. 84°30′25″ зх. д. / 37.46222° пн. ш. 84.50694° зх. д. (37.462313, -84.507019).  За даними Бюро перепису населення США в 2010 році місто мало площу 4,55 км², з яких 4,52 км² — суходіл та 0,03 км² — водойми.

## Демографія
Згідно з переписом 2010 року, у місті мешкала 841 особа в 358 домогосподарствах у складі 222 родин. Густота населення становила 185 осіб/км².  Було 421 помешкання (92/км²).
Расовий склад населення:
| - 95,0 % — білих - 0,7 % — чорних або афроамериканців - 0,4 % — корінних американців - 1,0 % — осіб інших рас |

До двох чи більше рас належало 3,0 %. Частка іспаномовних становила 2,1 % від усіх жителів.
За віковим діапазоном населення розподілялося таким чином: 26,0 % — особи молодші 18 років, 55,7 % — особи у віці 18—64 років, 18,3 % — особи у віці 65 років та старші. Медіана віку мешканця становила 38,5 року. На 100 осіб жіночої статі у місті припадало 96,0 чоловіків;  на 100 жінок у віці від 18 років та старших — 87,9 чоловіків також старших 18 років.
Середній дохід на одне домашнє господарство  становив 37 318 доларів США (медіана — 22 072), а середній дохід на одну сім'ю — 48 085 доларів (медіана — 29 427). За межею бідності перебувало 34,6 % осіб, у тому числі 59,5 % дітей у віці до 18 років та 16,1 % осіб у віці 65 років та старших.
Цивільне працевлаштоване населення становило 294 особи. Основні галузі зайнятості: освіта, охорона здоров'я та соціальна допомога — 29,9 %, роздрібна торгівля — 15,0 %, виробництво — 12,2 %, будівництво — 11,9 %.